# Christian Malcolm
Christian Sean Malcolm (Newport, 3 juni 1979) is een voormalige Britse sprinter, die gespecialiseerd was in de 200 m. Hij won hij viermaal de Europacup en verbeterde in 1998 het Europees juniorenrecord in deze discipline. In zijn sportcarrière nam hij viermaal deel aan de Olympische Spelen. Hij was ook een goed estafetteloper, getuige de Europese jeugdtitels en de twee bronzen medailles die hij won op de wereldkampioenschappen op de 4 x 100 m estafette.

## Loopbaan
In 1998 nam Malcolm in het Franse Annecy deel aan de wereldkampioenschappen voor junioren. Op de 100 m won hij een gouden medaille door met 10,12 s de Amerikaan Amar Johnson (zilver; 10,34) en de Jamaicaan Dwight Thomas (brons; 10,40) te verslaan. Ook op de 200 m veroverde hij een gouden medaille en dat jaar werd hij verkozen tot wereldjeugdatleet van het jaar. Op de Gemenebestspelen van dat jaar kwalificeerde hij zich voor de finale van de 200 m en won hier een zilveren medaille. Zijn tijd van 20,29 was goed voor een Europees jeugd- en Welsh seniorenrecord.
Zijn olympisch debuut maakte Malcolm in 2000 op de Olympische Spelen van Sydney. Hier werd hij op de 200 m vijfde in 20,23. Deze wedstrijd werd gewonnen door de Griek Konstantinos Kenteris in 20,09. Op de wereldindoorkampioenschappen van 2001 in Lissabon won hij een zilveren medaille op de 200 m. Een jaar later won hij wederom zilver op de Europese indoorkampioenschappen van 2002 in het Belgische Gent in een Welsh indoorrecord van 20,54.
Op de Olympische Spelen van 2004 in Athene wist Malcolm zich niet voor de finale van de 200 m te kwalificeren. Hij werd uitgeschakeld in de halve finale met een tijd van 20,77. Vier jaar later kwam hij op de Olympische Spelen in Peking op dit nummer verder: na in de finale aanvankelijk in 20,40 als zevende te zijn gefinisht, werd hij later als vijfde geklasseerd door de diskwalificaties van de Antilliaan Churandy Martina en de Amerikaan Wallace Spearmon.
Op de Europese kampioenschappen van 2010 liep Malcolm op de 200 m naar een zilveren medaille (in een tijd van 20,38). Op de Olympische Spelen van 2012 in Londen strandde hij in de halve finale met een tijd van 20,51.
In 2014 zette Malcolm een punt achter zijn atletiekloopbaan, nadat hij zich niet had weten te kwalificeren voor de Gemenebestspelen.

## Titels
- Europees kampioen 4 x 100 m - 2002
- Europees indoorkampioen 200 m - 2000
- Welsh kampioen 60 m - 2003
- Welsh kampioen 100 m - 2000, 2001, 2002, 2005
- Welsh kampioen 200 m - 1997, 1998, 2000
- Brits kampioen 200 m - 1999, 2008, 2010
- Brits indoorkampioen 60 m  - 2001
- Brits indoorkampioen 200 m - 2000
- Europees kampioen U23 4 x 100 m - 1999
- Wereldjeugdkampioen 100 m - 1998
- Wereldjeugdkampioen 200 m - 1998
- Europees jeugdkampioen 200 m - 1997
- Europees jeugdkampioen 4 x 100 m - 1997

## Persoonlijke records
Outdoor
| Onderdeel | Prestatie | Datum           | Plaats   |
| --------- | --------- | --------------- | -------- |
| 100 m     | 10,09 s   | 4 augustus 2001 | Edmonton |
| 200 m     | 20,08 s   | 8 augustus 2001 | Edmonton |

Indoor
| Onderdeel | Prestatie | Datum            | Plaats  |
| --------- | --------- | ---------------- | ------- |
| 50 m      | 5,81 s    | 28 februari 2004 | Liévin  |
|           | 5,81 s    | 24 februari 2002 | Liévin  |
| 60 m      | 6,64 s    | 11 februari 2001 | Cardiff |
| 200 m     | 20,54 s   | 26 februari 2000 | Gent    |

## Palmares

### 60 m
- 2001: 3e in serie WK indoor - 6,77 s

### 100 m
- 1997:  EK U20 - 10,24 s
- 1998:  WK U20 - 10,12 s
- 1999:  EK U23 - 10,28 s
- 2001: 6e WK - 10,11 s
- 2006: 8e in serie Gemenebestspelen - 32,72 s

### 200 m
Kampioenschappen
- 1997:  EK U20 - 20,51 s
- 1998:  WK U20 - 20,44 s
- 1998:  Gemenebestspelen - 20,29 s
- 1999:  EK U23 - 20,47 s
- 2000:  EK indoor - 20,54 s
- 2000: 5e OS - 20,23 s
- 2000:  Europacup - 20,45 s
- 2001:  WK indoor - 20,76 s
- 2001: 5e WK - 20,22 s
- 2001: 4e Grand Prix Finale - 20,55 s
- 2002:  EK indoor - 20,65 s
- 2002: 8e Gemenebestspelen - 20,39 s
- 2002: 4e EK - 20,30 s
- 2003:  Europacup - 20,45 s
- 2003: 5e in ½ fin. WK - 20,43 s
- 2004:  Europacup - 20,56 s
- 2004: 7e in ½ fin. OS - 20,77 s
- 2005:  Europacup - 20,15 s
- 2005: 7e in ½ fin. WK - 21,09 s
- 2006:  Europacup - 20,29 s
- 2008: 5e OS - 20,40 s
- 2010:  Gemenebestspelen - 20,52 s
- 2010:  EK - 20,38 s
- 2010: 4e IAAF/VTB Bank Continental Cup - 20,75 s
- 2011: 5e in ½ fin. WK - 20,88 s
- 2012: 3e in ½ fin. OS - 20,51 s

Golden League-podiumplekken
- 2001:  Weltklasse Zürich – 20,24 s
- 2001:  Memorial Van Damme – 20,09 s

### 4 x 100 m
- 1997:  EK U20 - 39,62 s
- 1999:  EK U23 - 38,96 s
- 2002:  EK - 38,53 s
- 2003: DSQ WK
- 2005:  WK - 38,27 s
- 2007:  WK - 37,90 s
- 2011: DNF WK
- 2012: DSQ in serie OS